# Northrop YF-17 Cobra
Northrop YF-17 (по прозвищу "Кобра") был прототипом легкого истребителя, разработанного компанией Northrop aviation для программы оценки технологий легких истребителей (LWF) ВВС США. LWF была создана потому, что многие в истребительном сообществе считали, что такие самолеты, как F-15 Eagle, были слишком большими и дорогими для многих боевых задач. YF-17 стал кульминацией длинной череды разработок Northrop, начиная с N-102 Fang в 1956 году и продолжая семейством F-5.
Несмотря на то, что YF-17 проиграл конкурс LWF F-16 Fighting Falcon, он был выбран для участия в новой программе экспериментальных ударных истребителей ВМС (VFAX). В увеличенном виде F/A-18 Hornet был принят на вооружение ВМС США и Корпуса морской пехоты США вместо A-7 Corsair II и F-4 Phantom II, дополнив более дорогой F-14 Tomcat. Эта конструкция, задуманная как небольшой и лёгкий истребитель, была усовершенствована до Boeing F/A-18E/F Super Hornet, который по размеру и весу похож на F-15 и в конечном итоге заменил F-14. Невоенный экспортный вариант, разработанный и продаваемый компанией Northrop, F-18L не смог привлечь покупателей; тем не менее многие военно-воздушные силы использовали McDonnell Douglas F/A-18 в качестве истребителя исключительно наземного базирования.

## Проектирование и разработка

### Предыстория
Основные элементы конструкции самолёта были разработаны в начале 1965 года в рамках внутреннего проекта Northrop N-300. N-300 был создан на основе F-5E и отличался более длинным фюзеляжем, небольшими удлинителями передней кромки (LERX) и более мощными турбодвигателями GE15-J1A1, рассчитанными на 9000 фунт-сил (40 кН). Положение крыла было немного изменено, чтобы увеличить дорожный просвет для боеприпасов. N-300 был усовершенствован и превратился в P-530 «Кобра», в котором используются двигатели GE15-J1A5 с тягой 13 000 фунтов-сил (58 кН) и очень небольшим коэффициентом перепуска 0,25:1, из-за чего его прозвали «дырявым турбореактивным двигателем».  Перепускной воздух требовался для охлаждения форсажной камеры и сопла, а поверхность перепускного канала позволяла изготавливать отсек двигателя из более лёгких и дешёвых материалов. 
Форма крыла и носовой части P-530 в плане была такой же, как у F-5, с трапециевидной формой, образованной стреловидностью 20° по линии четверти хорды, и нестреловидной задней кромкой, но площадь крыла была более чем в два раза больше — 400 кв. футов (37 м2) против 186 кв. футов (17,3 м2) у F-5E. Изначально крылья располагались на плече, но затем их опустили в среднее положение. Его самой отличительной новой особенностью были LERX, которые сужались к фюзеляжу под кабиной. Они обеспечивали дополнительную подъёмную силу примерно на 50% при углах атаки, превышающих 50°, улучшая манёвренность. Выступы также направляли поток воздуха в двигатели при больших углах атаки. Сходство с головой кобры привело к тому, что P-530 получил прозвище «Кобра».

## Программа для легких истребителей
Когда в 1971 году была объявлена программа лёгких истребителей, компания Northrop модифицировала P-530 в проект P-600, который получил обозначение YF-17A. В то время как P-530 задумывался как многоцелевой самолёт, P-600 должен был стать демонстрационным самолётом для воздушного боя, и поэтому пушка была перенесена из нижней части фюзеляжа в верхнюю. На проектирование YF-17 и прототипа двигателя YJ101, разработанного на основе GE15, было потрачено более миллиона человеко-часов и 5000 часов испытаний в аэродинамической трубе.
YF-17 был в основном сконструирован из алюминия по обычной полу-монококовой схеме с напряжённой обшивкой, хотя более 900 фунтов (408 кг) его конструкции состояли из графито-эпоксидного композита. В небольшой носовой части располагался простой радиолокационный дальномер. В кабине было катапультируемое кресло, наклонённое под углом 18°, фонарь кабины и индикатор на лобовом стекле (HUD). Тонкие крылья не содержали топлива, а в таких областях, как передняя и задняя кромки, а также LERX, состояли из сотового каркаса Nomex с композитными обшивками. В задней части самолёта были установлены два подвижных стабилизатора из алюминия с сотовым каркасом и два вертикальных стабилизатора обычной конструкции. Как и крылья, передняя и задняя кромки были изготовлены из композитных обшивков с сотовым каркасом. Композитный тормозной парашют располагался на верхней части фюзеляжа между двигателями.
Самолет приводился в действие двумя турбореактивными двигателями General Electric мощностью 14 400 фунтов (64 кН)YJ101-GE-100],, установленными рядом друг с другом, чтобы минимизировать асимметрию тяги в случае отказа двигателя. Чтобы сократить время демонтажа двигателя, они были сняты снизу самолета, не затрагивая органы управления оперением. Каждый двигатель приводил в действие гидравлический насос для независимых систем самолета. В отличие от P-530, YF-17 имел частичное управление по проводам, называемое системой электронного управления (ECAS), которая использовала элероны, рули направления и стабилизаторы для основного управления полётом.
Исследования показали, что одного вертикального стабилизатора недостаточно при больших углах атаки, и его заменили на сдвоенные вертикальные стабилизаторы, наклоненные под углом 45°, что привело к «ослаблению продольной устойчивости» конструкции, которая повышает маневренность. Компания Northrop еще не была уверена в дистанционном управлении и сохранила механическое управление полетом. Получившийся в результате самолёт, представленный 28 января 1971 года, имел максимальный вес 40 000 фунтов (18 144 кг) и максимальную скорость Мах 2, но не вызвал особого интереса у иностранных покупателей.
Первый прототип (серийный номер 72-1569) был выкатан в Хоторне 4 апреля 1974 года; его первый полёт на авиабазе Эдвардс состоялся 9 июня с Генри «Хэнком» Шуто за штурвалом в течение 61 минуты, на высоте 18 000 футов и с максимальной скоростью 610 миль в час. Впоследствии Шуто заметил, что «когда наши конструкторы сказали, что в YF-17 они собираются вернуть самолёт пилоту, они имели в виду именно это. Это истребитель для лётчика-истребителя».  Второй YF-17 (серийный номер 72-1570) впервые поднялся в воздух 21 августа. В 1974 году YF-17 конкурировал с General Dynamics YF-16. Два прототипа YF-17 совершили 288 испытательных полётов общей продолжительностью 345,5 часов. YF-17 развивал максимальную скорость 1,95 Маха, имел максимальную перегрузку 9,4 g и максимальную высоту полёта более 50 000 футов (15 000 м). Он продемонстрировал максимальный угол атаки 68 градусов при скорости 28 узлов.

### Экспериментальная Атака Морского Истребителя
Изначально ВМС США не принимали активного участия в программе LWF. В августе 1974 года Конгресс поручил ВМС максимально использовать технологии и оборудование LWF для своего нового лёгкого ударного истребителя VFAX. Поскольку ни один из подрядчиков не имел опыта работы с морскими истребителями, они искали партнёров, которые могли бы поделиться этим опытом. General Dynamics объединилась с Vought для создания Vought Model 1600; Northrop — с McDonnell Douglas для создания F-18. Каждая из компаний представила переработанные проекты в соответствии с потребностями ВМС в радарах дальнего действия и многоцелевых возможностях.

## Летные испытания
Прототип YF-17 72-1569 был отправлен в Исследовательский центр Драйдена НАСА для изучения базового аэродинамического сопротивления с 27 мая по 14 июля 1976 года перед разработкой первого прототипа F/A-18.